# Csuklyás vöcsök
A csuklyás vöcsök vagy dolmányos vöcsök (Podiceps gallardoi) a vöcsökalakúak (Podicipediformes) rendjébe, ezen belül a vöcsökfélék (Podicipedidae) családjába tartozó faj.

## Rendszerezése
A fajt Mauricio Rumboll argentin ornitológus írta le 1974-ben.

## Előfordulása
Dél-Amerika déli részén, Argentína és Chile területén honos. Természetes élőhelyei az édesvizű tavak és tengeri tölcsértorkolatok. Vonuló faj.

## Megjelenése
Testhossza 32 centiméter, testtömege 420–610 gramm.

## Életmódja
Víz alá bukva, sebes úszással szerzi halakból és más vízi állatokból álló táplálékát.

## Szaporodása
Kisebb-nagyobb tavakon épít úszó fészket. 2 tojást tojik, de az egyiket a kikelés után magára hagyja.

## Természetvédelmi helyzete
Az elterjedési területe elég kicsi, egyedszáma 800 példány alatti, de az intézkedések hatására stabil. A Természetvédelmi Világszövetség Vörös listáján súlyosan veszélyeztetett fajként szerepel.